# Elitedivisionen de 2020–21
A Elitedivisionen de 2019–20, também conhecida como Gjensidige Kvindeliga, será a 49ª temporada da principal liga feminina de futebol da Dinamarca e atualmente é disputada por 8 equipes. O campeonato tem previsão para começar em 8 de agosto de 2020 e terminar a fase regular em 14 de novembro de 2020. O calendário foi divulgado em 10 de julho de 2020. O Fortuna Hjørring defende o título.

## Equipes
| Equipe           | Localização | Estádio                     | Capacidade |
| ---------------- | ----------- | --------------------------- | ---------- |
| Aalborg          | Aalborg     | AaB Træningsanlæg           | 1.000      |
| Brøndby IF       | Brøndby     | Brøndby Stadion             | 29.000     |
| FC Nordsjælland  | Farum       | Farum Park                  | 10.300     |
| HB Køge          | Køge        | Køge Stadion                | 4.000      |
| KoldingQ         | Kolding     | Fynske Bank Arena           | 2.500      |
| VSK Aarhus       | Aarhus      | Vejlby-Risskov Idrætscenter | 5.200      |
| Fortuna Hjørring | Hjørring    | Hjørring Stadion            | 7.500      |
| FC Thy-Thisted Q | Thisted     | Sparekassen Thy Arena       | 3.000      |

### Treinadores e material esportivo
| Equipe           | Treinador(a)     | Material esportivo |
| ---------------- | ---------------- | ------------------ |
| Aalborg          | Martin Stephens  | Hummel             |
| Brøndby IF       | Per Nielsen      | Hummel             |
| FC Nordsjælland  | Brian Sørensen   | Nike               |
| HB Køge          | Peer Lisdorf     | Capelli Sport      |
| KoldingQ         | Anders Jensen    | Adidas             |
| VSK Aarhus       | Anders Nim       | Hummel             |
| Fortuna Hjørring | Niclas Hansen    | New Balance        |
| FC Thy-Thisted Q | Torben Overgaard | Adidas             |

### Mudança de treinadores
| Clube   | Treinador(a) inicial | Motivo        | Data de saída       | Posição       | Treinador(a) de chegada | Data de chegada     |
| ------- | -------------------- | ------------- | ------------------- | ------------- | ----------------------- | ------------------- |
| Aalborg | Kenneth Cortsen      | Aposentadoria | 21 de junho de 2020 | Pré-temporada | Martin Stephens         | 10 de julho de 2020 |

## Fase Regular
As equipes jogam entre si duas vezes. Os seis primeiros avançam para o grupo do campeonato. Os dois últimos brigam pela permanência contra quatro equipes da Kvinde 1. division.
| Pos | Time             | J | V | E | D | GP | GC | SG | Pts | Qualificação          |
| --- | ---------------- | - | - | - | - | -- | -- | -- | --- | --------------------- |
| 1   | Aalborg          | 0 | 0 | 0 | 0 | 0  | 0  | 0  | 0   | Grupo do Campeonato   |
| 2   | Brøndby IF       | 0 | 0 | 0 | 0 | 0  | 0  | 0  | 0   | Grupo do Campeonato   |
| 3   | FC Nordsjælland  | 0 | 0 | 0 | 0 | 0  | 0  | 0  | 0   | Grupo do Campeonato   |
| 4   | HB Køge          | 0 | 0 | 0 | 0 | 0  | 0  | 0  | 0   | Grupo do Campeonato   |
| 5   | KoldingQ         | 0 | 0 | 0 | 0 | 0  | 0  | 0  | 0   | Grupo do Campeonato   |
| 6   | VSK Aarhus       | 0 | 0 | 0 | 0 | 0  | 0  | 0  | 0   | Grupo do Campeonato   |
| 7   | Fortuna Hjørring | 0 | 0 | 0 | 0 | 0  | 0  | 0  | 0   | Grupo de Qualificação |
| 8   | FC Thy-Thisted Q | 0 | 0 | 0 | 0 | 0  | 0  | 0  | 0   | Grupo de Qualificação |

As primeiras partidas serão jogadas em 08 de agosto de 2020. Fonte: Gjensidige Kvindeliga
Critérios de desempate: 1) Pontos; 2) Saldo de gols; 3) Gols pró; 4) Confronto direto (pontos); 5) Confronto direto (saldo de gols); 6) Confronto direto (gols marcados como visitante).